# Motosu-See
Der Motosu-See (jap. 本栖湖, Motosu-ko) ist einer der Fünf Fuji-Seen in der Nähe des Berges Fuji in Japan. 
Er ist Teil des Fuji-Hakone-Izu-Nationalparks. Seit 2004 gehört das Westufer des Sees zur Stadt Minobu (Minobuchō), das Ostufer ist seit 2006 Teil der Stadt Fuji-Kawaguchi-See (Fujikawaguchikomachi, bis 2003 nur Stadt Kawaguchisee/Kawaguchikomachi), die Gemeindezugehörigkeit des Sees selbst ist heute ungeklärt, früher gehörte er zum Dorf Ober-Kuishiki (Kamikuishikimura; vor 1889 Kuishiki).